# St. Matthäi (Gronau)

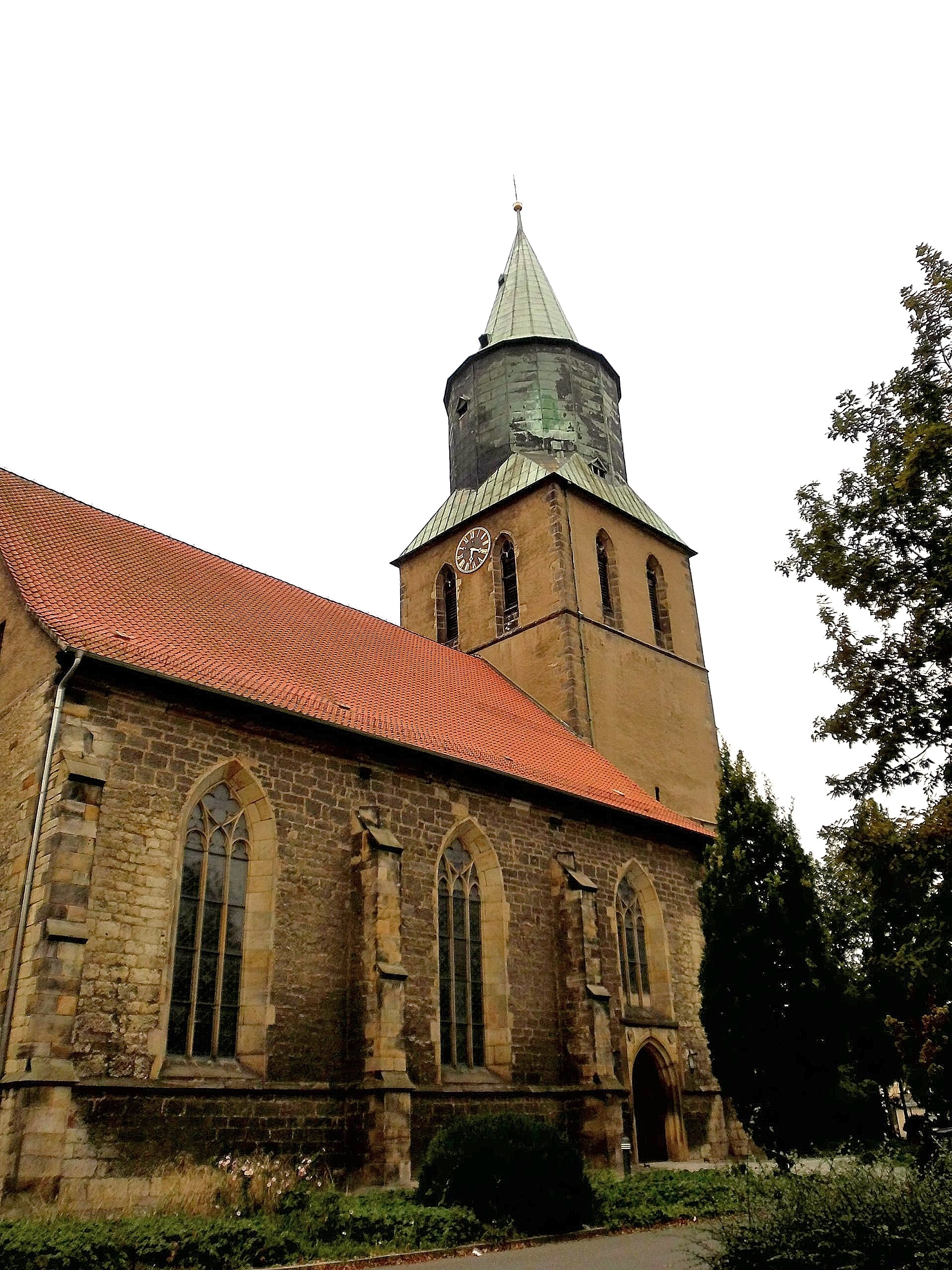
St. Matthäi

Die evangelisch-lutherische Kirche St. Matthäi steht in der Kleinstadt Gronau im Landkreis Hildesheim in Niedersachsen. Die Kirchengemeinde gehört zum Kirchenkreis Hildesheim Land-Alfeld im Sprengel Hildesheim-Göttingen der Evangelisch-lutherischen Landeskirche Hannovers.

## Beschreibung
Laut Inschrift an der Südseite wurde mit dem Bau 1457 begonnen. Ältere Reste stammen aus dem 14. Jahrhundert. 1309 wurde der Bau des Turms bezeugt, der 1542 erniedrigt und im 18. Jahrhundert verändert wurde. Das heutige Erscheinungsbild ist das Ergebnis der Umgestaltung von 1856–59 nach Plänen von Georg Ludwig Friedrich Laves. Die ursprünglichen Obergaden der Basilika wurden entfernt und die Außenwände erhöht. 1955–58 wurde die Kirche umfassend durch Konsistorialbaumeister Ernst Witt saniert.

### Außenbau
Die neugotische, dreischiffige Hallenkirche hat ein Langhaus, einen eingezogenen, dreiseitig geschlossenen Chor und einen quadratischen Kirchturm im Westen. Die Wände des Langhauses und des Chors, die in Quadermauerwerk ausgeführt sind, werden von Strebepfeilern gestützt. Der mit Kaffgesimsen gegliederte Turm ist dagegen aus Bruchsteinmauerwerk, das allerdings bis auf die Ecksteine verputzt ist. Sein oberstes Geschoss hat je Seite 2 lanzettförmige Klangarkaden. In dem dahinter liegenden Glockenstuhl hängen 3 Kirchenglocken, eine wurde 1921 von Ulrich & Weule gegossen, zwei 1955 vom Bochumer Verein. Bedeckt ist der Turm mit einem 16-eckige kupfergedeckten Turmaufsatz mit niedrigen Helm. Die Sakristei befindet sich im Winkel zwischen Chor und südlichem Seitenschiff. Das Langhaus ist mit einem Satteldach bedeckt, das über dem Chor im Osten abgewalmt ist. Die Sakristei ist mit einem Schleppdach bedeckt. Die Wände des Langhauses haben dreibahnige Maßwerkfenster über einem Kaffgesims. Am Westende des Langhauses sind auf beiden Seiten spitzbogige Portale.

### Innenraum
Die 3 Joche haben ein verputztes hölzernes Kreuzgratgewölbe. Im Mittelschiff sind die quadratischen Joche etwas höher als über den rechteckigen Jochen der Seitenschiffe. Der heute um eine Stufe erhöhte Chor ist wie die Sakristei kreuzrippengewölbt. Das mit einem Kreuzgewölbe überspannte Vestibül des Turms war ursprünglich mit in einer spitzbogigen Arkade ins Langhaus geöffnet, seit 2005 dient es als Andachtsraum.

### Ausstattung
Der Flügelaltar mit Schnitzwerk und Tafelgemälden der Außenseiten wurde um 1420 gebaut. Er wurde am Anfang des 18. Jahrhunderts aus St. Godehard in Hildesheim übernommen. Auf Plinthen stehen nicht ganz lebensgroße Statuen der Apostel unter Wimpergen, die mit Fialen verziert sind. Die Bischöfe Godehard und Bernward flankieren eine Marienkrönung. Die Kanzel, der Ambo und die Kirchenbänke sind neugotisch, ebenso das achteckige Taufbecken.

### Orgel
1622 wurde erstmals eine Orgel nachgewiesen. Sie wurde 1859 abgebaut. 1859–60 erfolgte ein Neubau mit 57 Registern, 3 Manualen, einem Pedal und 3596 Orgelpfeifen von Emil Hammer Orgelbau, der 1936 von P. Furtwängler & Hammer instand gesetzt wurde. Außerdem wurde die Disposition geändert. Die Orgel wurde vom Landeskirchenamt am 25. März 1936 unter Denkmalschutz gestellt. Die Orgel wurde durch die Gebrüder Hillebrand Orgelbau 1978–81 und 2017 saniert.

## Sonstiges
Beim Orkan Zeynep am 18. und 19. Februar 2022 löste sich eine 80 Kilogramm schwere Metallplatte vom Kirchturm, die über 80 Meter weit durch die Luft flog.